# Estación de San Roque
La Estación de San Roque es una barriada (pedanía) perteneciente al término municipal de San Roque en la provincia de Cádiz. Su población es de 2.568 habitantes y está situada entre el río Guadarranque y la montaña de la piedra gorda. Esta barriada es limítrofe con Taraguilla.
Su festividad más característica es la llamada "Fiesta del agua", donde centenares de vecinos y personas de otras ciudades o pueblos de la zona, se reúnen para celebrar el último día de la feria del pueblo.
La fundación de la barriada data de 1909, fecha en la que se construyó la estación de ferrocarril de San Roque-La Línea y en sus alrededores se fueron estableciendo vecinos sobre todo procedentes de la cercana serranía de Ronda dando lugar a la barriada.
Actualmente se están haciendo las obras para la mejora de la vía ferrocarril, para incorporar a sus vías el AVE.

## Comunicaciones
Además de la estación de San Roque-La Línea, se puede acceder a la Estación de San Roque por medio de la carretera A-405, que la une con Gaucín y la salida 115 de la A-7. También hay dos carreteras, la CA-9203 y la CA-9207 que conducen al Pinar del Rey y a Los Barrios respectivamente.
La Estación de San Roque está incluida en el sistema tarifario del Consorcio de Transporte Metropolitano del Campo de Gibraltar. Pertenece a la zona AB (Arco Bahía Central).
| Líneas de autobús con parada en la Estación de San Roque | Líneas de autobús con parada en la Estación de San Roque | Líneas de autobús con parada en la Estación de San Roque |
| Línea                                                    | Trayecto                                                 | Empresa                                                  |
| -------------------------------------------------------- | -------------------------------------------------------- | -------------------------------------------------------- |
| M-121                                                    | Los Barrios-La Línea                                     | Comes                                                    |
| M-170                                                    | San Pablo-Jimena-Castellar-Algeciras                     | Comes                                                    |
| M-270                                                    | San Pablo-Jimena-Castellar-La Línea                      | Comes                                                    |
| Autobuses urbanos                                        |                                                          |                                                          |
| 3                                                        | Campamento-Estación                                      | Socibus                                                  |

La estación ferroviaria dispone de trenes tanto de larga distancia como de media distancia y también de trenes de mercancía.